# Rue de la Madeleine (Toulouse)
Pour les articles homonymes, voir Rue de la Madeleine.
La rue de la Madeleine (en occitan : carrièra de la Magdalena) est une voie de Toulouse, chef-lieu de la région Occitanie, dans le Midi de la France.

## Situation et accès

### Description
La rue de la Madeleine est une voie publique. Elle se trouve au cœur du quartier des Carmes, dans le secteur 1 - Centre.
Cette rue étroite, dont la largeur ne dépasse pas 5 mètres, naît perpendiculairement à la rue des Couteliers. Longue de 90 mètres, elle se termine au croisement de la rue des Paradoux, presque au niveau de la petite place que forme le carrefour de cette rue et de la rue du Coq-d'Inde.
La chaussée compte une seule voie de circulation automobile à sens unique, de la rue des Couteliers vers la rue des Paradoux. Elle appartient à une zone de rencontre, où la vitesse limitée à 20 km/h. Il n'existe pas de bande, ni de piste cyclable, quoiqu'elle soit à double-sens cyclable.

### Voies rencontrées
La rue des Paradoux rencontre les voies suivantes, dans l'ordre des numéros croissants :
1. Rue des Couteliers
2. Rue des Paradoux

## Odonymie

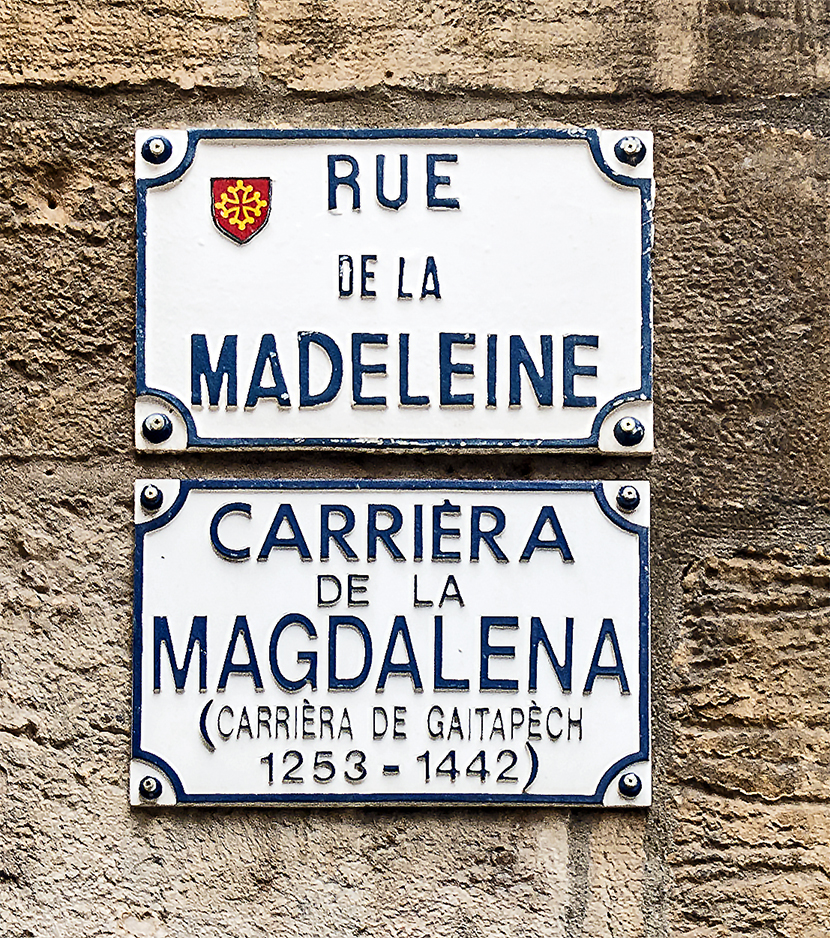
Plaques de rue en français et en occitan.

La rue de la Madeleine tient son nom d'une auberge qui portait l'enseigne de la Madeleine,. Ce nom n'apparut toutefois qu'au milieu du XVe siècle et ne s'imposa définitivement qu'au cours du XVIIe siècle. Autrefois, et depuis le milieu du XIIIe siècle au moins, la rue portait le nom de la famille Gaytepech qui avait sa maison à l'angle de la rue des Paradoux. Philippe de Gaytepech était un proche de Raimond de Puybusque, chevalier au service des comtes de Toulouse et filleul du comte Raimond VI,. En 1794, pendant la Révolution française, la rue fut renommée rue la Résistance, sans que ce nom subsiste,.

## Histoire

### Moyen Âge et période moderne
Au Moyen Âge, la rue de la Madeleine appartient au capitoulat de la Dalbade pour le côté sud et au capitoulat du Pont-Vieux pour le côté nord. Au milieu du XIIIe siècle, Philippe de Gaytepech possède une maison à l'angle de la rue des Paradoux. Ce noble personnage est un proche de Raimond de Puybusque, chevalier au service des comtes de Toulouse et filleul du comte Raimond VI, qui a participé à la défense de Toulouse lors du siège de Simon de Montfort en 1211. Au début du XVe siècle, une autre importante famille de la noblesse toulousaine, les Raspaud, marchands ferratiers et seigneurs de Colomiers, possède également une maison couronnée d'une tour, connue comme la « tour de dame Raspaude » – en référence à Guiraude, veuve de Raymond de Raspaud (actuel no 4),.
Les constructions de la rue sont toutefois durement touchées par l'incendie du 27 octobre 1442, puis par celui du 7 mai 1463, si bien qu'à la fin du XVe siècle ce n'est plus qu'une étroite ruelle bordée d'étables et de jardins. Des bâtiments antérieurs, seule subsiste la tour de dame Raspaude. Une auberge à l'enseigne de la Madeleine qui s'installe à l'angle de la rue des Couteliers (actuel no 2) donne alors son nom à la rue. Progressivement, de nouvelles maisons sont construites par des artisans et des marchands comme Arnaud de Noguyer, marchand drapier qui a sa maison à l'angle de la rue des Paradoux (actuel no 6). Au cours du XVIe siècle, les hommes de loi et les parlementaires se font plus nombreux. En 1525, Guillaume de Tornié, président au parlement, ordonne la construction d'un bel hôtel dans le goût de l'époque et typique de la Renaissance toulousaine (actuel no 3). En 1555, Pierre Barravy, conseiller au parlement et seigneur de Clarac, fait aussi construire un hôtel (actuel no 4). En 1570, le conseiller au parlement Pierre Robin fait bâtir sa maison (actuel no 2).

### Époque contemporaine
La Révolution française amène des changements et la rue est renommée quelque temps rue la Résistance. Pendant la Terreur, entre 1793 et 1794, plusieurs parlementaires toulousains sont inquiétés. En 1794, Jean-Augustin de Rey de Saint-Géry, conseiller au parlement et résident de l'hôtel Barravy, est arrêté et emprisonné dans la prison de la Visitation (emplacement de l'actuel no 41 rue Charles-de-Rémusat), puis emmené à Paris où il est jugé, condamné et guillotiné, place de la Révolution, le 7 juillet 1794.

## Patrimoine et lieux d'intérêt

### Hôtels particuliers

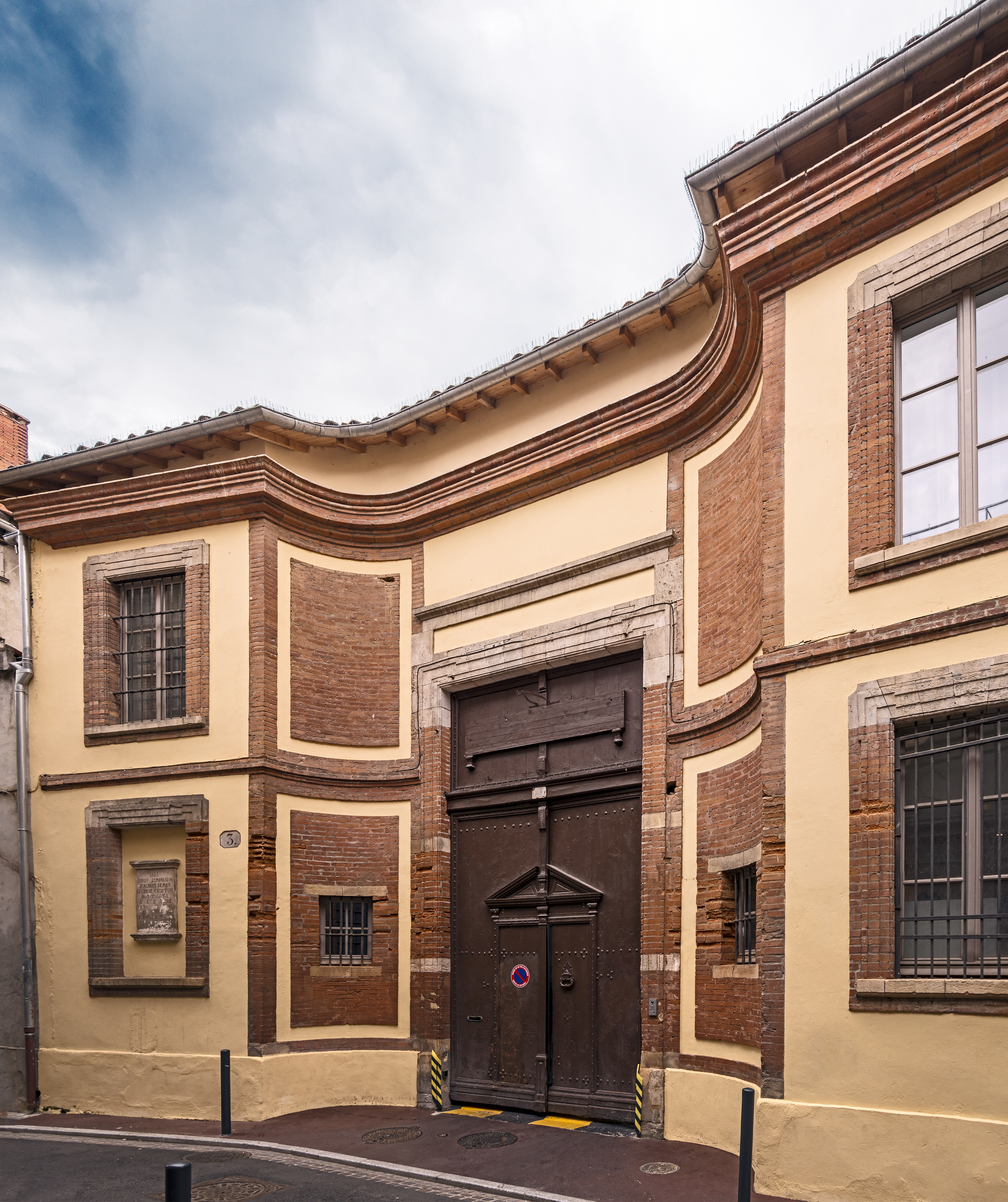
no 3 : l'hôtel Tornié-Barrassy.

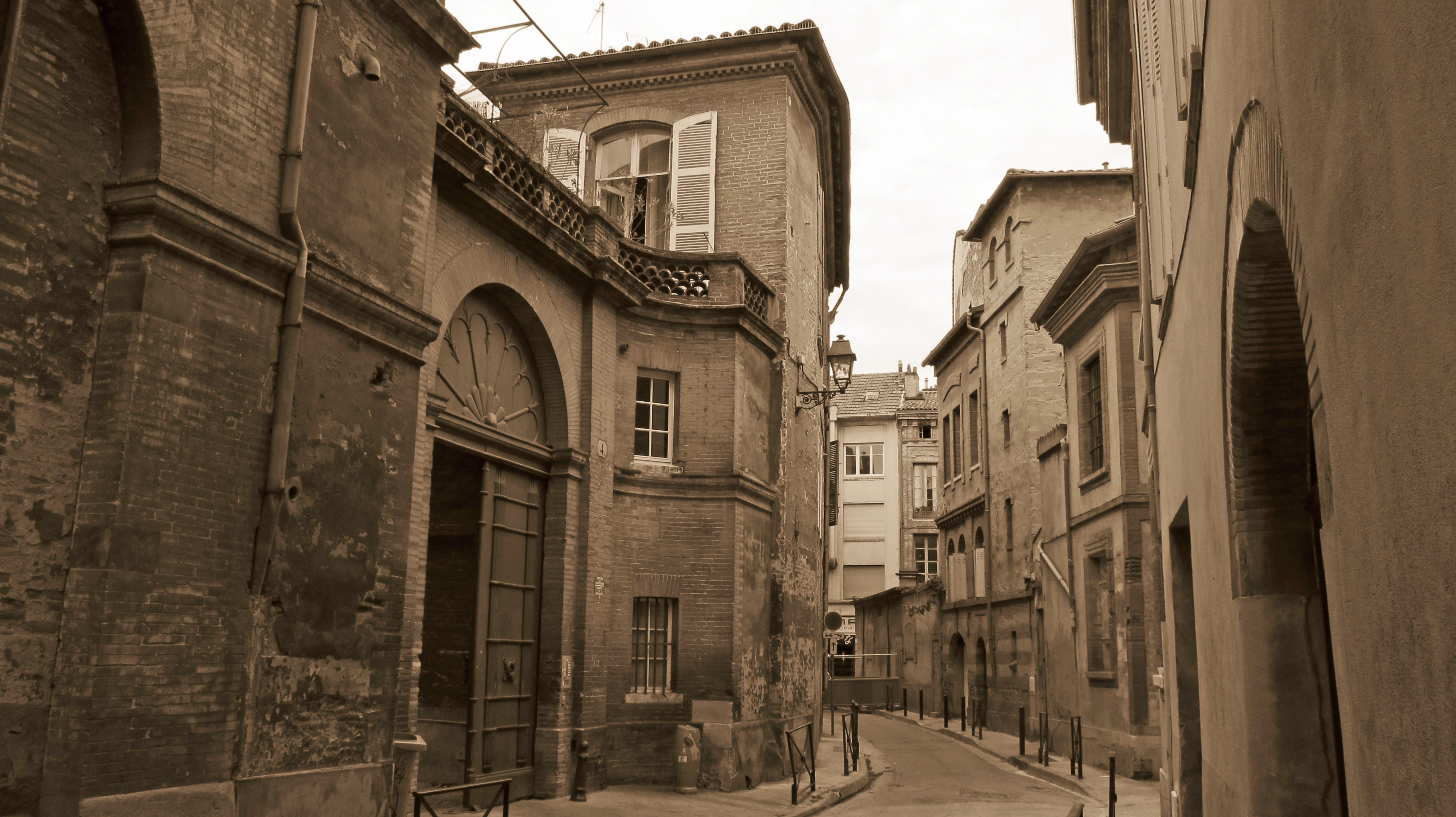
no 4 : l'hôtel Barravy.

- no  3 : hôtel Tornié-Barrassy.  Classé MH (1934, cheminée)[10] et  Inscrit MH (1935)[11]. 
L'hôtel Tornié-Barrassy est construit au début du XVIe siècle pour Guillaume de Tornié, président au parlement de Toulouse. Il a conservé des croisées de voûtes gothiques, visibles depuis la cour, ornées de têtes sculptées. L'hôtel est remanié au cours des siècles suivants : l'aile gauche est reprise par le capitoul Pierre Barrassy qui l'achète en 1536 et fait marquer la grande cheminée de son blason. L'hôtel est à nouveau modifié au XVIIIe siècle, période à laquelle le pavillon d'entrée en hémicycle est construit. La colonnade qui surmonte le corps de bâtiment en fond de cour a quant à elle été élevée au milieu du XIXe siècle[12],[13].

- no  4 : hôtel Barravy. 
Un premier hôtel particulier est construit en 1555 pour Pierre Barravy, conseiller au parlement et seigneur de Clarac. Il passe en 1580 entre les mains de Jacques de Borrassol, conseiller au parlement, puis vendu en 1623 par ses héritières à Pierre du Chasteau, docteur à la faculté de médecine. Il est probablement complètement reconstruit à cette époque. Il passe, au milieu du XVIIe siècle, à Pierre de Noël, conseiller au parlement, puis entre dans la famille de Rey, avec le conseiller au parlement Jean-Jacques de Rey, en 1711. Il subit alors plusieurs modifications. 
L'édifice se compose de plusieurs corps de bâtiment organisés autour d'une cour centrale. Contre le mur sud, face au portail, un escalier extérieur permet d'accéder à une belle porte. L'élévation est couronnée d'une corniche à denticules[14].

### Immeubles
- no  1 bis : immeuble[15].
- no  5 : immeuble (XVIIe siècle)[16].